# Larry Perkins
Larry Clifton Perkins AM (* 18. März 1950 in Murrayville) ist ein ehemaliger australischer Automobilrennfahrer.

## Karriere
Larry Perkins kam, angeregt durch seinen Landsmann Tim Schenken, nach Europa. Seine Referenz waren Erfolge in den australischen Formel-Vau-, Formel-Ford- und Formel-3-Serien.
In Europa wurde er 1972 Fünfter beim Formel-Ford-Festival und wechselte 1973 in die Formel-3-Europameisterschaft. 1974 war er in das Formel-1-Projekt von Chris Amon eingebunden. Das Chris-Amon-Racing-Team gab ihm einen Werkswagen für den Großen Preis von Deutschland am Nürburgring. Aber Perkins verunglückte im Training und der massiv beschädigte Amon AF101 konnte für das Rennen nicht mehr repariert werden. Allerdings war Perkins im Training so langsam, dass eine Qualifikation ausgeschlossen gewesen wäre.
1975 startete Perkins in der europäischen Formel 3 zurück und wurde auf einem Ralt deren Meister. 1976 kam er doch noch zu einem Formel-1-Engagement, als er bei Boro unterschrieb, und gab in Spanien sein Debüt in der höchsten Monoposto-Serie. Nach sechs Rennen mit dem unterlegenen Boro-Rennwagen kam die Gelegenheit, in der Serie richtig Fuß zu fassen, als er den zu Ferrari abgewanderten Carlos Reutemann bei Brabham ersetzte. Aber Perkins konnte die Chance nicht nutzen und fand sich 1977 im B.R.M.-Team von Louis Stanley wieder. Mit dem BRM P207 hatte er keine Möglichkeit, sein Talent zu zeigen, und verließ das Team nach zwei Rennen wieder.
Nach einem letzten erfolglosen Versuch bei Surtees ging Perkins zurück nach Australien und holte sich 1979 den Gesamtsieg in der heimischen Formel-5000-Meisterschaft.
Am Ende seiner Karriere gründete er ein Tourenwagen-Team, das nach wie vor mit Fahrzeugen von Holden an den Start geht. Perkins agiert als Teamchef und kann große Erfahrung einbringen, gewann er doch sechs Mal das Langstreckenrennen von Bathurst.
Im Jahr 1985 nahm Perkins auf VW Käfer an dem Rallye Raid Wynn’s Safari teil.

## Statistik

### Le-Mans-Ergebnisse
| Jahr | Team                         | Fahrzeug                | Teamkollege  | Teamkollege       | Platzierung | Ausfallgrund |
| ---- | ---------------------------- | ----------------------- | ------------ | ----------------- | ----------- | ------------ |
| 1978 | Charles Ivey Racing          | Porsche 911 Carrera RSR | Gordon Spice | John Rulon-Miller | Rang 14     |              |
| 1984 | Holden Dealer Team Australia | Porsche 956             | Peter Brock  |                   | Ausfall     | Unfall       |
| 1988 | Silk Cut Jaguar              | Jaguar XJR-9LM          | Kevin Cogan  | Derek Daly        | Rang 4      |              |